# キングダム ハーツIII
『キングダム ハーツIII』（キングダム ハーツ スリー、KINGDOM HEARTS III、略称: KHIII）は、スクウェア・エニックスより2019年1月25日に発売されたPlayStation 4、Xbox One用ゲームソフト。
のちにPC版がEpic Games Storeから2021年3月30日に発売、Steamから2024年6月14日発売された。Nintendo Switchでは『KINGDOM HEARTS III + Re Mind (DLC) Cloud Version』が2022年2月10日に発売された。

## 概要
ウォルト・ディズニー社とスクウェア・エニックスとのコラボレーションタイトルであるキングダム ハーツ シリーズのナンバリング第3作目。初代『キングダム ハーツ』から続いてきた「ダークシーカー編」の完結編となる。2013年6月10日（現地時間）に行われた「Electronic Entertainment Expo 2013」のSCEカンファレンスにてシリーズ初のPlayStation 4用として開発中であると発表される。同年6月12日にプライベートカンファレンス「SQUARE ENIX -THE FUTURE-」が開催され、Xbox Oneでも開発中であると発表される。マイクロソフトのハードでは初リリースとなる。発売から2年が経過した2021年2月12日には、ダウンロードコンテンツを同梱したPC版『キングダム ハーツIII + Re Mind』がEpic Gamesストア独占で同年3月末に配信されることが発表された。なお、日本語字幕・音声も収録される予定で、国内向けプレオーダーも同日に始まった。シリーズ過去作も同時配信される予定で、PCでリリースされるのはこれが初となる。
開発は『キングダム ハーツ バース バイ スリープ』以降は事実上のKHメイン開発チームとなっているスクウェア・エニックス第3ビジネス・ディビジョン。かつて本作に関してはディレクターの野村哲也のインタビュー等で名前の出ることは多々あっても、『KHII』の開発チームが『ファイナルファンタジーXV』（旧題：『ファイナルファンタジー ヴェルサスXIII』）を制作中のため、こちらの作業の終了後に制作に取りかかると明言されていた。しかし、『FFヴェルサスXIII』が発表以来長らく情報が出ていなかったこともあり、それに伴い『KHIII』も全く進展のない状態が続いていたが、上述のE3 2013において、『FFヴェルサスXIII』の『FFXV』への改題およびPS4・Xbox One両タイトルとしての発売の発表と共に、『KHIII』も開発中であること、開発チームは『KHII』のチームではなく、『BbS』などを開発した大阪チームをベースに東京のスタッフと共同での制作であることが明かされた。
ナンバリング作品としてはハードを1世代飛び越えたこともあり、グラフィック表現は『キングダム ハーツII』より格段に向上しており、シリーズでは初となるライティングも使用されている。また、ディズニー作品の2Dのブラシ絵のような表現を3Dで表現することを目標に、開発内で「キングダムシェーダー」と呼ばれるシェーダーを本作のために新たに開発している。ゲームエンジンは当初『ファイナルファンタジーXV』と同じルミナススタジオ（現名称：ルミナスエンジン）を使用していると発表されていたが、開発の途中でUnreal Engine 4に変更されている。
主題歌はこれまでのナンバリング作品と同様、宇多田ヒカルが提供している。2018年2月10日に東京ディズニーリゾートで行われた“D23 Expo Japan 2018”にて、『誓い』（英語版：『Don't Think Twice』）がエンディングテーマとなることが発表された。宇多田がKHシリーズに楽曲を提供するのは『KHII』以来、約13年ぶりとなる。また、同年9月28日には、Skrillexと宇多田の共同制作楽曲である『Face My Fears』がオープニングテーマとなることが発表された。宇多田は当初Skrillexに『誓い』のリミックス制作を依頼していたが、KHシリーズのファンを公言するSkrillexが新規の楽曲制作を提案し、二人のコラボレーションが実現した。シリーズ作品で、オープニングとエンディングで完全に別の楽曲が主題歌となったのは本作が初となる。
パッケージ版とダウンロード版の両方で発売されたほか、限定版として数量限定の本体同梱版「PlayStation 4 Pro KINGDOM HEARTS III LIMITED EDITION」、ソニーストア限定の本体「PlayStation 4 KINGDOM HEARTS III EDITION」（ゲーム本編は付属しない）、『KH1.5+2.5』『KH2.8』『KHIII』の3本セットとなる「キングダム ハーツ インテグラム マスターピース」も発売された。
基本的なシステムはナンバリング2作品目『KHII』をベースに、正統進化をしたシステムとなっている。KHシリーズでは非ナンバリング作品は挑戦的なシステムが採用されているが、ナンバリング作品ではユーザーの期待に応えるものや安心感のあるものが必要とされ、『KHII』をベースとしたシステムに非ナンバリング作品で採用されたシステムがブラッシュアップして搭載されている。
『KHII』のバトルコマンドは「たたかう/まほう/アイテム/ドライヴ」と「たたかう/しょうかん/チェンジ/れんけい」を切り替える形となっていたが、下記のようにパーティメンバーの入れ替えがなくなったこと、連携技やフォームチェンジがシチュエーションコマンドでの発動になったことにより、本作では「たたかう/まほう/アイテム/リンク」となってコマンドの切り替えはなくなり、代わりに装備するキーブレードを3本まで切り替えられるようになった。
パーティはこれまでのナンバリング作品では主人公ソラとNPCのドナルドとグーフィーからなる3人パーティが基本で、ワールドによって固有のキャラクターが仲間になる際はNPC3人のうち2人を選択する必要があったが、本作ではソラ・ドナルド・グーフィーの構成のままさらに固有キャラクターが加わる形式となり、ワールドによって3～5人にパーティ人数が変動する。そのため、過去作のようにセーブポイントやバトルコマンド、メニュー画面からパーティを編成することはなくなった。
新システムの中から特筆すべきものを以下に記述する。

### シチュエーションコマンド
『KHII』のリアクションコマンドを発展させたシステム。宝箱を開ける、人と話すといったアクション、バトル中の様々なアクションがボタン1つで起こせるというもの。『KHII』のリアクションコマンドは敵の攻撃に応じて受動的に使うものだったが、本作では能動的に使うようになった。
フィニッシュ技
敵に攻撃を当てているとバトルコマンド上部に矢印上のゲージが溜まっていき、最大まで溜まると発動可能になる大技。どんな攻撃でゲージを溜めたか、どのキーブレードを使っているかで出現するコマンドが変化し、複数のフィニッシュコマンドが出現することもある。コマンドには時間制限があり、時間制限を超えるとコマンド一覧から消失する。
キーブレード変形・フォームチェンジ
上記のフィニッシュコマンドのゲージで、キーブレード変形の条件を満たすとキーブレード変形のコマンドが表示され、発動することで装備しているキーブレードが変形し、フォームチェンジも行う（ソラの服装が変化する）。攻撃性能はキーブレード独自の性能に変化するほか、キーブレードによってフォームが紐づけされており、変形後のソラの性能はそのフォームに応じたものとなる。キーブレードの中には複数段階変形するものがあり、一例としてキーブレード「シューティングスター」は、最初は二丁拳銃「ツーガンアロー」に変形し、変形後さらにゲージを溜めると大砲「マジックランチャー」に変形する。変形後のキーブレードを用いたフィニッシュコマンドを使うか、バトルコマンド上部のゲージがゼロになることで変形は解除される。
十字キーによるキーブレード切り替えをすると変形段階も保存され、変形後のキーブレードで次々攻撃するといったことも可能。
アトラクションフロー
「チャンスマーカー」が表示された敵を攻撃し、緑の王冠マークが表示されることで発動可能となる。メリーゴーランドやジェットコースター等、遊園地のアトラクションを呼び出し広範囲の敵を攻撃。特定のボス戦でしか使えないものも存在する。
れんけい
仲間が近くにいると使用できる技。『KHII』ではコマンドの一つだったが、本作では仲間から誘われることで発動可能となる。

### シュートフロー
PS4はR1ボタン、XB1はRBボタン長押しで発動する。カメラが操作キャラクターのすぐ後ろに移動して、制限時間内に敵やオブジェクトをロックオンした後に大技を放つ。使用にはソラのFOCUSゲージを消費する。技はキーブレードごとに固有のものとなり、最大までロックオンするか否かで技が異なる。
ロックオン後、「シュートフロー」と「アスレチックフロー」を選べるようになっている。シュートフローでは光弾などの攻撃を放ち、アスレチックフローはソラが猛スピードで動き回りながら攻撃する技となる。木や瓦礫を伝って移動するなど、マップに対してアスレチックフローを行って移動することも可能となっている。アスレチックフローはFOCUSゲージがなくても使用できる。
『BbS』のシュートロックを発展させたシステム。

### リンク
様々なキャラクターを召喚し、連携して攻撃を繰り出すコマンド。発動には全MPを消費する。

### グミシップ
ワールドマップをグミシップで航行するモード。『KH』『KHII』ではコース制のシューティングゲームだったが、本作ではオープンワールド状の広大な空間を探索し、その中でハートレスの群れに接近するとシューティングのような戦闘モードに移行する。従来のシリーズと同様にグミブロックを組み立ててオリジナルのグミシップを製作することも可能。

### アップデート
本作でのエピローグとシークレットムービーは流出などの万が一の事態に備え、発売後のアップデートで無料配信という方式を取っている。
Ver1.01
一部データの修正。
タイトルメニューにメモリーアーカイブの追加。
Ver1.02
エピローグの追加。
Ver1.03
シークレットムービーの追加。
Ver1.04
難易度「クリティカルモード」の追加。
Ver1.05
「NewGame」選択時、クリアデータからキーブレードの引き継ぎなどが可能になった。
Ver1.06
タイトルメニューの更新。
オラフのボイス差し替え。
Ver1.07
キーブレード「約束のお守り」「過ぎ去りし思い出」追加。
上記に伴う新フォームの追加。
新アビリティの追加。
Ver.1.10
プレミアムメニューの選択時、ソラのステータス欄への表示が追加される。

### キングダム ハーツIII リマインド
2020年1月23日から配信された有料ダウンロードコンテンツ。当初は2019年内の配信を予定していた。追加シナリオや、新機能などが追加される。
シリーズ作品における『ファイナル ミックス』に近いが、従来のようにフルプライスで発売される形ではなく、追加要素がDLCとして配信される形となった。また、従来は『ファイナル ミックス』で行われていたバトル面の追加要素は今回は無料DLCとして上述のVer.1.07に含まれている。
PC版とNintendo Switch版は本DLCが最初から含まれたセットになっていて、『KINGDOM HEARTS III + Re Mind (DLC)』表記となっている。
追加シナリオ
Re Mind
本編クリア後、カイリを救うために光と闇が衝突する前の時間へ旅立ったソラの戦いが描かれる。一部の戦闘ではリク、アクア、ロクサス、カイリをプレイアブルキャラとして選択できる場面も存在する。
リミットカットエピソード
Re Mindの後日談。強化された真XIII機関の再現データと戦える。
シークレットエピソード
とある人物と戦えるシナリオ。歴代作品の恒例である次回作の伏線が張られている。
新機能
設定に英語ボイスの追加
データグリーティング
キャラクターを自由に配置し写真撮影ができるモード。
スライドショー
撮影した写真で動画が作成できるモード。
プレミアムメニュー
ゲーム難易度に関する詳細な設定が可能。ゲームを有利に進めることができるファストパスコードと、制限を設定し縛りを課すブラックコードの二種類がある。

## あらすじ

### キングダム ハーツ2.9
マスター承認試験は思わぬ結末を迎え、マスター・ゼアノートは自身の器たる真XIII機関を伴ってこの世界に舞い戻った。これまでのキングダムハーツを巡る戦いはキーブレード戦争を再来させようとするマスター・ゼアノートの思惑通りであり、ソラ達は彼ら「13人の闇の探究者」に対抗するべく「7人の光の守護者」を揃えるべく行動を開始する。王様とリクは未だ闇の世界に囚われたアクアを救うべく出発し、カイリはアクセルとキーブレード使いの修行に励む。しかしソラは承認試験で闇に呑まれたが故に、会得したはずの「目覚めの力」も、今までの冒険で身につけた能力も失ってしまった。ソラは失った力、とりわけ光の守護者の帰還に不可欠な目覚めの力を取り戻す手掛かりを得るべく、ドナルド、グーフィーと共にオリンポスを目指す。そこで激しい戦いを経てオリンポスを救うも、目覚めの力は戻らなかった。そしてリクと王様も闇の世界で苦戦し、アクアを見つけられないままリクのキーブレードが折れてしまい、一時撤退する。

### 本編
成果の無いまま不思議な塔に戻った一同だが、まずリクと王様はアクアを見つける手掛かりを求めて彼女の足跡を辿ることにし、ソラ一行は改めて目覚めの力を取り戻すべく本格的な三度目の冒険へ旅立つ。3人は今までに無い全く新しい世界をいくつも巡り、真XIII機関と遭遇しつつ旅を続けるが、目覚めの力は一向に戻らない。その頃、王様はテラがゼアノートに肉体を乗っ取られていることに気付き、一刻も早くアクアを救い出すべきと、再びリクと王様は闇の世界へ向かった。闇の世界ではアクアが賢者アンセムと共に迎えを待っていたが、そこに闇の探究者アンセムが賢者アンセムを連れに現れる。キーブレードの無いアクアは徒手空拳で立ち向かうが敗れ、闇へと沈んでいく。その後、賢者アンセムは闇の探求者アンセムにトワイライトタウンへと連行されるが、ロクサスの手掛かりを求めていたハイネ、ピンツ、オレット、そして償いとして真XIII機関に潜り込んでいたヴィクセンに救われる。一方、闇の世界では闇に染まって豹変したアクアが王様とリクに襲い掛かっていた。結局目覚めの力を取り戻せないままのソラだったが、リクと王様の連絡が途絶えたと知って「鍵が導くまま」にデスティニーアイランドに戻り、発見したマスターキーパーで闇の世界に乗り込む。間一髪で駆け付けたソラとリクによってアクアは闇を晴らされ、10年もの時を経て光の世界への帰還を果たした。その後、アクアを加えた一行はヴェントゥスを迎えに忘却の城に向かう。封印が解かれ、忘却の城は旅立ちの地としての姿を取り戻すが、奥で眠るヴェントゥスは目覚めず、封印の解放を待っていたヴァニタスが襲撃する。アクアが窮地に追い込まれた時、とうとうソラは目覚めの力を取り戻し、ヴェントゥスを目覚めさせた。
修行を終えたアクセルとカイリも合流し、7人のキーブレード使いが揃った。ドナルドとグーフィーも加えて総勢9人になった光の守護者一行はいよいよ真XIII機関の本拠地・キーブレード墓場に乗り込む。しかし敵の奇襲と猛攻に光の守護者は次々と倒れ、最後に残ったソラとリクも闇に呑まれたことで、予言通り光は敗北する。それでもソラの心は消えず、「終わりの世界」で目覚める。そこで出会ったチリシィの案内によってソラはバラバラになった自分自身を繋ぎ合わせて復活した。ソラの心を繋ぎ止めていたのは、闇の中でも彼を想い続けたカイリだった。ソラは目覚めの力を強引に使って消えかけていた仲間の心を奪還。それによって事実は書き換わり、時間が巻き戻る。遡行後の時間ではナミネに導かれたテラの思念が加勢したことで敗北の歴史が変わり、古のキーブレード使いやイェン・シッドの助力、ドナルドとグーフィーの後押しを受けて光の守護者は真XIII機関との決戦に望む。激しい戦いの中で、ハートレスから解放されたテラ、ヴィクセンの作ったレプリカ体を得て蘇ったロクサス、そして記憶を取り戻したシオンが光へと帰還。真XIII機関のメンバーも次々と敗北しては、ソラ一行と和解するように消えていった。しかしカイリが連れ去られてしまい、機関員の敗北で12本のキーブレードを手に入れたゼアノートはカイリを斬り伏せ、激怒したソラは突撃するが、ゼアノートの思惑通りその衝突によってχブレードが完成してしまう。遂に真のキングダムハーツが出現し、再び絶望するソラだったが駆け付けたドナルドとグーフィーに支えられて奮い立つ。光の守護者はゼアノートをポータル化してキングダムハーツから引き離す作戦を立て、キーブレード使い達がキングダムハーツを閉じている間に決着をつけるべく、ソラは最も付き合いの長い仲間・ドナルドとグーフィーと共にゼアノートごと世界を飛ぶ。
着いた先は過去にキーブレード使いが住んでいた廃都「スカラ・アド・カエルム」だった。χブレードを手に自身のレプリカをも従わせたゼアノートとの最後の決戦が始まり、スカラ・アド・カエルムそのものを戦場とした死闘の末、3人の力の前にとうとうゼアノートは敗れた。ゼアノートは心が闇を生み出すこの世界を失敗と見做し、キングダムハーツによって全てをリセットするべく行動していた。その意図をソラに否定され、光の守護者が駆け付けて尚も悪足掻きをやめなかったゼアノートだが、テラの中に宿っていたエラクゥスの心に諭されてようやく負けを認め、エラクゥスと共に天に昇っていった。託されたχブレードでキングダムハーツを閉じ、世界の初期化は回避されたがそこにカイリはいなかった。ソラはカイリを取り戻すべく再び目覚めの力を使って去っていき、10人の光の守護者はそれぞれの帰る場所に帰っていった。長きに渡る「闇の探求者」との戦いはこうして終りを迎えたが、一方その頃、キーブレード戦争を起こした古の「ロストマスター」が再びこの世界に舞い戻っていた事など彼らは知る由もなかった。

### リマインド
ソラは再び終わりの世界を訪れ、チリシィにカイリの事を相談するが、そもそもソラの目覚めの力の使い方は現時点でもイレギュラーであり、もしもカイリを取り戻せたとしても代償でソラがこの世界から消え、目覚めの力も失って帰れなくなるという危険性を告げる。しかしソラはそれを承知で過去に飛び、光の守護者の戦いに干渉する。やがてソラは王様からゼアノートがカイリを結晶化して保持していることを聞き、過去の自分よりもひと足早くスカラ・アド・カエルムに到達し、バラバラになっていた結晶を集めてカイリを復活させる。その頃、元の世界ではレプリカ・ゼアノートが襲撃し、光の守護者達を捕らえていたが、ただ一人残った王様の必死の奮闘で解放される。襲い来る12体のレプリカ・ゼアノートも団結した光の守護者の敵ではなく、倒された後には合一してアーマー・ゼアノートと化すが、それもソラとカイリの絆の前に敗れ去った。やがて元の時間のソラ一行によってゼアノートは倒され、戦いは終わる。2人はチリシィを迎えに行き、共に帰還した。そのからしばらくして、光の守護者の面々やトワイライトタウンの3人、人間に戻ったサイクスことアイザ、ロクサス同様にレプリカ体を得て復活したナミネはデスティニーアイランドに集まって楽しい一時を過ごしていた。しかしその傍らで、目覚めの力の代償によってソラがカイリの目の前で消えていくのだった。

## 声の出演
キャスト（日本語） / キャスト（英語）の順。※ハデス役の嶋田久作によると本作の音声収録は2017年3月頃から行われていたという。
- ソラ、ヴァニタス - 入野自由 / ハーレイ・ジョエル・オスメント
- リク、リク=レプリカ、ダーク・リク - 宮野真守 / デヴィッド・ギャラガー
- カイリ 、シオン - 内田莉紗/ アリソン・ストーナー
- テラ - 置鮎龍太郎 / ジェイソン・ドーリング
- アクア - 豊口めぐみ / ウィラ・ホランド
- ヴェントゥス、ロクサス - 内山昂輝 / ジェシー・マッカートニー
- アクセル（リア） - 藤原啓治 / クィントン・フリン
- ナミネ - 中原郁 / メガン・ジェット・マーティン
- ハイネ - 須藤誠 / ザカリー・ゴードン
- ピンツ - 田谷隼 / トリシアン・チェイス
- オレット - 渡辺優奈 / アシュレイ・バッチャー
- イェンツォ - 石田彰 / ヴィンス・コラッツァ
- ヤング・ゼアノート - 奥田隆仁 / ベンジャミン・ディスキン
- ヤング・エラクゥス - 浪川大輔 / ドレイク・ベル
- 王様 - 青柳隆志、星野貴紀[注 3] / ブレット・イワン
- ドナルド - 山寺宏一 / トニー・アンセルモ
- グーフィー - 島香裕 / ビル・ファーマー
- チップとデール - 滝沢ロコ（チップ）、稲葉実（デール） / トレス・マクニール（チップ）、コーリー・バートン（デール）
- ジミニー・クリケット - 多田野曜平 / ジョー・オフマン
- スクルージ・マクダック - 小形満 / エン・ライテル
- ヒューイ・デューイ・ルーイ - 坂本千夏 / ルシー・テイラー
- マーリン - 後藤敦 / ジェフ・ベネット
- イェン・シッド - 稲垣隆史 / コーリー・バートン
- マレフィセント - 沢田敏子 / スーザン・ブレイクスリー
- ピート - 北川勝博 / ジム・カミングス
- ヘラクレス - 松本保典 / テイト・ドノヴァン
- メガラ - 松本梨香 / スーザン・イーガン
- ハデス - 嶋田久作 / ジェームズ・ウッズ
- ゼウス、賢者アンセム - 若山弦蔵 / コーリー・バートン
- ナレーター - 浦山迅 / デヴィッド・ケイ
- ウッディ - 辻谷耕史[注 4] / ジム・ハンクス
- バズ・ライトイヤー - 稲葉実 / マイク・マクレー
- ハム - 咲野俊介 / ジョン・ラッツェンバーガー
- レックス - 三ツ矢雄二 / ウォーレス・ショーン
- 軍曹 - 玉野井直樹 / ピョートル・マイケル
- 部下 - 根本泰彦 / ロジャー・クレイグ・スミス
- エイリアン - 多田野曜平、落合弘治、桜井敏治 / ジェフ・ピジョン
- サリー - 石塚英彦 / クリストファー・スウィンドル
- マイク - 田中裕二 / カルロス・アラズラキ
- ブー - 井上愛理[注 5] / メアリー・ギブス
- ランドール - 青山穣 / J.P.マヌー
- ジャック・スパロウ - 平田広明 / ジャレッド・バトラー
- ウィル・ターナー - 平川大輔 / クリスピン・フリーマン
- エリザベス・スワン - 弓場沙織 / エリザ・シュナイダー
- ヘクター・バルボッサ - 壤晴彦 / ブライアン・ジョージ
- ジョシャミー・ギブス航海士 - 青森伸 / ケヴィン・マクナリー
- ティア・ダルマ - 高乃麗 / レスリー・L.ミラー
- カトラー・ベケット卿 - 横島亘 / ミック・ウィンガート
- デイヴィ・ジョーンズ - 大塚芳忠 / ロビン・アトキン・ダウンズ
- エルサ - 松たか子 / イディナ・メンゼル
- アナ - 神田沙也加 / クリスティン・ベル
- クリストフ - 原慎一郎 / ジョナサン・グロフ
- オラフ - ピエール瀧→武内駿輔[注 6] / ジョシュ・ギャッド
- マシュマロウ - 藤原貴弘 / ポール・ブリッグス
- ラプンツェル - 中川翔子 / ケルシー・ランズダウン
- フリン・ライダー - 畠中洋 / ザッカリー・リーヴァイ
- ゴーテル - 剣幸 / ドナ・マーフィー
- ベイマックス - 川島得愛 / スコット・アドシット
- ヒロ・ハマダ - 本城雄太郎 / ライアン・ポッター
- フレッド - 新田英人 / T・J・ミラー
- ゴー・ゴー - 浅野真澄 / ジェイミー・チャン
- ワサビ - 武田幸史 / カリー・ペイトン
- ハニー・レモン - 山根舞 / ジェネシス・ロドリゲス
- プー - かぬか光明 / ジム・カミングス
- ピグレット - 小形満 / トラヴィス・オーツ
- ティガー - 玄田哲章 / ジム・カミングス
- ラビット - 龍田直樹 / トム・ケニー
- ゴーファー - 河本邦弘 / マイケル・ガフ
- ルー - 木村皐誠 / エイダン・マグロウ
- ランピー - 田中仁人 / アメリア・スタンガー
- アンセム、テラ＝ゼアノート - 大塚明夫 / リチャード・エプカー
- シグバール - 大塚芳忠 / ジェームズ・パトリック・スチュワート
- ゼムナス - 若本規夫 / ポール・セント・ピーター
- ヴィクセン - 千葉繁 / デレク・スティーヴン・プリンス
- ルクソード - 中田譲治 / ロビン・アトキン・ダウンズ
- サイクス - 佐藤銀平 / カーク・ソーントン
- デミックス - 鈴村健一 / ライアン・ショーン・オドノヒュー
- ラクシーヌ - 宮村優子 / シャネル・ワークマン
- マールーシャ - 池田秀一 / キース・ファーガソン
- チリシィ - 金田朋子 / ララ・ジル・ミラー
- エフェメラ - 上村祐翔 / マイケル・ジョンストン
- イラ - 梅原裕一郎 / マックス・ミッテルマン
- アセッド - 木村昴 / トラヴィス・ウィリン
- グウラ - 石川界人 / ケビン・クイン
- インヴィ - 花澤香菜 / カリッサ・リー・ステープルズ
- ネームレス・スター - 清水理沙 / マディソン・ダヴェンポート
- マスター・エラクゥス - 井上真樹夫 / マーク・ハミル
- マスター・ゼアノート - 大塚明夫、大塚周夫[注 7] / ルトガー・ハウアー、クリストファー・ロイド[注 8]
- レオン - 石川英郎 / ダグ・アーホルツ
- エアリス - 坂本真綾 / アンドレア・ボーウェン
- ユフィ - かかずゆみ / メイ・ホイットマン
- シド - 山路和弘 / クリス・エジャリー
- フェアリー・ゴッドマザー - 京田尚子 / バーバラ・ディリクソン
- マスター・オブ・マスター - 杉田智和 / レイ・チェイス
- ヨゾラ - 畠中祐 / ディラン・スプラウス
- その他 - 佐藤美由希、和優希、星野健一、荻沢俊彦、稲垣拓哉、松島昭浩、宮本崇弘、羽鳥佑、坂井恭子、水野ゆふ、土門敬子、竹内夕己美、土井真理、伊沢磨紀、高橋沙耶香、片平美那、田中有紀、岡本沙保里、松浦裕美子、永田昌康、松本秀幸、佐藤愁貴、越後屋コースケ、中尾智、吉田健司、山橋正臣、藤高智大、北村謙次、佐瀬弘幸

## 登場ワールド
本作での登場ワールドはほぼ新規のものとなり、シリーズで初めてピクサー・アニメーション・スタジオ作品のワールドが登場した。一つ一つのワールドは広大なマップ構成になり、ディズニーのワールドごとのボリュームはこれまでのシリーズよりかなり大きくなっている。一方、オリジナルのワールドは行動範囲が狭まっていたりイベントのみの来訪だったりと、逆に規模が小さくなっているものが多い。
2018年4月15日には、ワールドではないがゲーム中に遊べるゲーム&ウオッチ風ミニゲーム「CLASSIC KINGDOM」としてディズニーの短編映画作品から『裏庭の闘い』『カーニバル・キッド』『ミッキーの陽気な農夫（The Musical Farmer）』『ミッキーの巨人征服』のトレーラーが公開された。
不思議な塔（Mysterious Tower）
元キーブレードマスターでミッキーの師匠、イェン・シッドのいる塔。今作ではソラ達の拠点となり、度々訪れて情報交換を行うが、イベントシーンのみであるため、前作のように内部を探索する事は出来ない。
オリンポス（Olympus、作品：ヘラクレス）
ギリシャの神々が住まう世界。『3D』を除きシリーズ皆勤賞のワールドだが、過去作で舞台となったコロシアムや冥界ではなく、これまで未登場だったコロシアム外の「天界」と「オリンポス山」、『BbS』にも登場した外界「テーベの街」が舞台となる。また、本作ではこのワールドがチュートリアルを兼ねており、本ワールドの出来事が『キングダム ハーツII.9』となっている。
トワイライトタウン（Twilight Town）
「狭間の世界」にある、常に夕暮れに包まれた街。『KHII』から続投。今回の舞台はトラム広場から幽霊屋敷前までであり、駅前やサンセット街などには行けなくなっている。トラム広場は前作に比べて発展しており、多くの人々で賑わっている。
レイディアントガーデン（Radiant Garden）
賢者アンセムの治めていた世界で、光に溢れた「輝ける庭」。前作よりも更に復興が進んでおり、『BbS』の頃のような姿を取り戻している。今回はイベントシーンのみの登場で、探索は出来ない。ReMINDではリクが訪れ、マーリンの家でのみ操作が可能。
トイボックス（Toy Box、作品：トイ・ストーリー）
おもちゃが生きている世界。アンディの家とその周辺、オリジナルの舞台であるおもちゃ屋「ギャラクシートイズ」が舞台となる。時系列は映画『トイ・ストーリー2』の後に実際に起こった出来事となっており、『トイ・ストーリー』シリーズの時間軸上に本作が含まれることとなる。このような試みがされるのはKHシリーズで初。
キングダム・オブ・コロナ（Kingdom of Corona、作品：塔の上のラプンツェル）
ラプンツェルが住む、森の奥深くにそびえた塔がある王国。ラプンツェルの住む塔からコロナの町までの森は原作通り、沼地、湿地帯、花の群生地がある。
モンストロポリス（Monstropolis、作品：モンスターズ・インク）
モンスターの世界の大都市で、電力会社「モンスターズ・インク」がある。エネルギー源が子供の悲鳴から笑い声に変わっており、サリーが社長でマイクがNO.1社員になっていることから、時系列は映画『モンスターズ・インク』の後である。ただし方針変更は途中の状態で、会社の玄関上部の看板も『We scare because we care(真心込めて脅かします)』のまま放置されている。
アレンデール（Arendelle、作品：アナと雪の女王）
女王エルサの魔法により、永遠の雪と氷に閉ざされた王国。主な舞台は北の山とラクシーヌが作り上げた氷の迷宮で、城下町やエルサの氷の城には入れない。
100エーカーの森（100 Acre Wood、作品：くまのプーさん）
絵本の中にある、動物のぬいぐるみが住む森。今回の行動範囲はラビットの家周辺のみ。また、ちぎれたページを集める要素も無く、すぐにストーリーを終えられる。
闇の世界
ストーリーの途中で一時的に訪れることになる世界。リクと王様はアクアを探すため、この世界に旅立った。
ザ・カリビアン（The Caribbean、作品：パイレーツ・オブ・カリビアン/ワールド・エンド）
カリブ海とその島々。『KHII』では「港町ポートロイヤル」と「死の島」が中心だったが、本作では自分の海賊船を操って広大なカリブ海を自由に航海・探索することができる。
サンフランソウキョウ（San Fransokyo、作品：ベイマックス）
サンフランシスコと東京をかけ合わせたような大都市。BIG HERO 6が活動しており、ベイマックスが2号機であることから、時系列は映画の続編『帰ってきたベイマックス』から『ベイマックス ザ・シリーズ』の間である。
デスティニーアイランド（Destiny Islands）
本島と離れ小島で形成される、小さな島国。ソラ、リク、ゼアノートの故郷。今回はイベントシーンに僅かに訪れる他はエンディングに登場するのみ。
旅立ちの地（Land of Departure）
ストーリー後半で一時的に訪れることになる世界。テラ、ヴェントゥス、アクアの故郷で、眠ったヴェントゥスを守る為に忘却の城へと変化していたが、アクアが封印を解いたことで本来の世界の姿を取り戻す。ヴェントゥスの眠る「目覚めの部屋」への短い道のりのみ行動可能。
キーブレード墓場（Keyblade Graveyard）
キーブレード戦争の跡地となった荒野。本作では真XIII機関の拠点となっている。『BbS』 に続いて今作でも実質的なラストダンジョンとなり、真XIII機関メンバーとの戦いのみならず、アクロバティックなギミックも存在する。
終わりの世界（The Final World）
鏡のような水面だけが存在し、どこまでも空が広がっている不思議な空間。現世で最期を迎えたにもかかわらず、心が完全に消滅しなかった者がたどり着く場所といわれている。
スカラ・アド・カエルム（Scala ad Caelum）
かつてのキーブレード使いが住む都。ワールド名は「天へ続く階段」の意味で、その名の通り白い建物が階段のように何重にも重なり、水面に浮かぶ小さな山がいくつもある、という状態になっている美しい街。
探索要素は無く、この街そのものがマスター・ゼアノートとの最終決戦の舞台となる、ラストバトル専用のワールド。
ReMINDでは街の一部を探索する事ができる。

## スタッフ
- ディレクター、コンセプトデザイン、ストーリー、2Dメインアート：野村哲也
- Co.ディレクター：安江泰
- シナリオ、カットシーンディレクター：岡勝
- 音楽：下村陽子、関戸剛、石元丈晴
- メインプログラマー：後藤保、中道雅史、中健吾
- テクニカルディレクター：磯脇隆
- バトルディレクター：柴田伯一
- マップディレクター：宮崎要
- マップアートディレクター：藤本武史
- アニメーションディレクター：浜田康司、品川宗則、井上功司
- キャラクターアートディレクター：山崎透、板井崇
- 2Dキャラクターアートディレクター：塚田大吾
- VFXアートディレクター：尾西泰彦、大野茂幸
- インターフェースアートディレクター：真田直美
- アニメーション監修：神藤辰也
- ダイアログエディター：須賀麻子
- プロデューサー：西理江
- エグゼクティブプロデューサー：橋本真司
- エンディングテーマ：宇多田ヒカル『誓い』（エピックレコードジャパン）

## 評価・受賞歴

### 受賞
- 日本ゲーム大賞 2013 - フューチャー部門[21]
- Game Critics Awards: Best of E3 2018 - Best RPG[22]
- 日本ゲーム大賞 2018 - フューチャー部門[23]
- 日本ゲーム大賞 2019 - 年間作品部門 優秀賞[24]
- PlayStation Awards 2019 - Platinum Prize[25]
- National Academy of Video Game Trade Reviewers Awards 2019 - Original Dramatic Score, Franchise[26]
- SXSW Gaming Awards 2020 - Excellence in Animation[27]

## 関連商品
- 『キングダム ハーツIII　ポストカードブック』2019年1月25日、ISBN 978-4-7575-5904-2
- 『キングダム ハーツIII アルティマニア』2019年2月28日、ISBN 978-4-7575-6001-7
- 小説『GAME NOVELS キングダム ハーツIII』（著：金巻ともこ、原案：野村哲也・岡勝、イラスト：天野シロ）
- Vol.1 Re:Start!! 2019年3月28日、ISBN 978-4-7575-6080-2